# Кензан-Мару
Кензан-Мару — транспортне судно, яке під час Другої світової війни взяло участь у операціях японських збройних сил на Філіппінах та в архіпелазі Бісмарка.

## Передвоєнна історія
Судно спорудили під назвою SS Shooters Island в 1919 році на верфі Standard Shipbuilding Corp у Нью-Йорку на замовлення уряду США.
У 1938-му судно придбала японська компанія Kokoku Kisen, яка перейменувала його в Кензан-Мару.
16 листопада 1941-го Кензан-Мару реквізували для потреб Імперської армії Японії.

## Операції у Південно-Східній Азії
18 грудня 1941-го Кензан-Мару та ще 27 суден вийшли з Мако (важлива база японського ВМФ на Пескадорських островах у південній частині Тайванської протоки) та попрямували до затоки Лінгаєн на острові Лусон. Вони становили другий ешелон сил вторгнення на Філіппіни (всього у цій операції задіяли 76 транспортів). Вночі 22 грудня почалась висадка доправлених військ у затоці Лінгайєн.
Станом на середину лютого 1942-го «Кенкон-Мару» опинилось в Голо (архіпелаг Сулу), де збирались сили для висадки на сході острова Ява. 19 лютого «Кенкон-Мару» та ще 38 транспортів полишили Голо, маючи на борту 48-му піхотну дивізію. Під час переходу до конвою приєднались ще 6 транспортів, але два судна відділились. 27 лютого з'єднання бойових кораблів виграло битву в Яванському морі й у перші години 1 березня транспортні судна розпочали висадку військ на сході острова Ява біля Крагану.

## Рейси до Рабаула
7 грудня 1942-го судно вийшло з японського порту Саєкі у складі конвою «F» — одного з багатьох, проведення яких здійснювалося в межах операції «Військові перевезення №8» (No. 8 Military Movement, 8-Go Enshu Yuso). Метою цих транспортних перевезень було постачання головної передової бази в Рабаулі (острів Нова Британія в архіпелазі Бісмарка), з якої провадились операції на Соломонових островах та сході Нової Гвінеї. На початку другої декади січня 1943-го Кензан-Мару перебувало вже на Палау (важливий транспортний хаб на заході Каролінських островів), звідки вирушило до Маніли.
4 травня 1943-го судно у складі конвою K-508 вирушило з Саєкі до Палау, а 25 травня разом з іншим конвоєм попрямувало звідти до Рабаулу, куди прибуло 1 червня. У середині липня Кензан-Мару знову перебувало на Палау і 20 липня у складі конвою FU-006 рушило до Японії.
Восени 1943-го Кензан-Мару працювало у водах Малаї та Нідерландської Ост-Індії. 13 вересня 1943 воно прибуло до Сінгапуру, на початку жовтня відвідало Батавію на острові Ява (наразі Джакарта), а в середині жовтня перебувало у Балікпапані (центр нафтовидобувної промисловості на східному узбережжі Борнео). Звідси воно здійснило рейс до Менадо (північно-східне завершення острова Целебес), а 7 листопада приєдналось до конвою № 2610, що прямував з Балкіпапану на Палау та досяг пункту призначення 10 листопада.
19 листопада 1943-го Кензан-Мару у складі конвою SO-904 вирушило до Рабаулу. Вранці 25 листопада в районі дещо більше ніж за три сотні кілометрів на північ від островів Адміралтейства підводний човен Albacore атакував конвой. Йому вдалось торпедувати й потопити Кензан-Мару, при цьому загинуло 7 членів екіпажу.